# Altstadt-Lehel
Altstadt-Lehel, Stadtbezirk 1 Altstadt-Lehel – 1. okręg administracyjny Monachium, w Niemczech, w kraju związkowym Bawaria, położony w centralnej części miasta. W 2013 roku okręg zamieszkiwało 20 422 mieszkańców.